# Barbarossa-Privileg

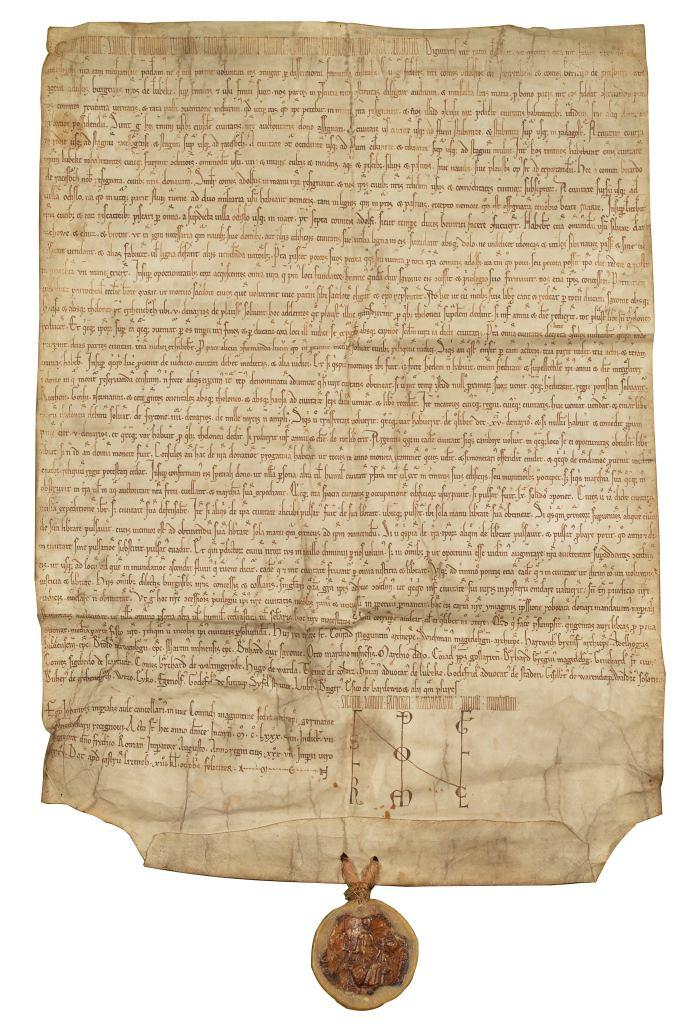
Barbarossaprivileg im Archiv der Hansestadt Lübeck

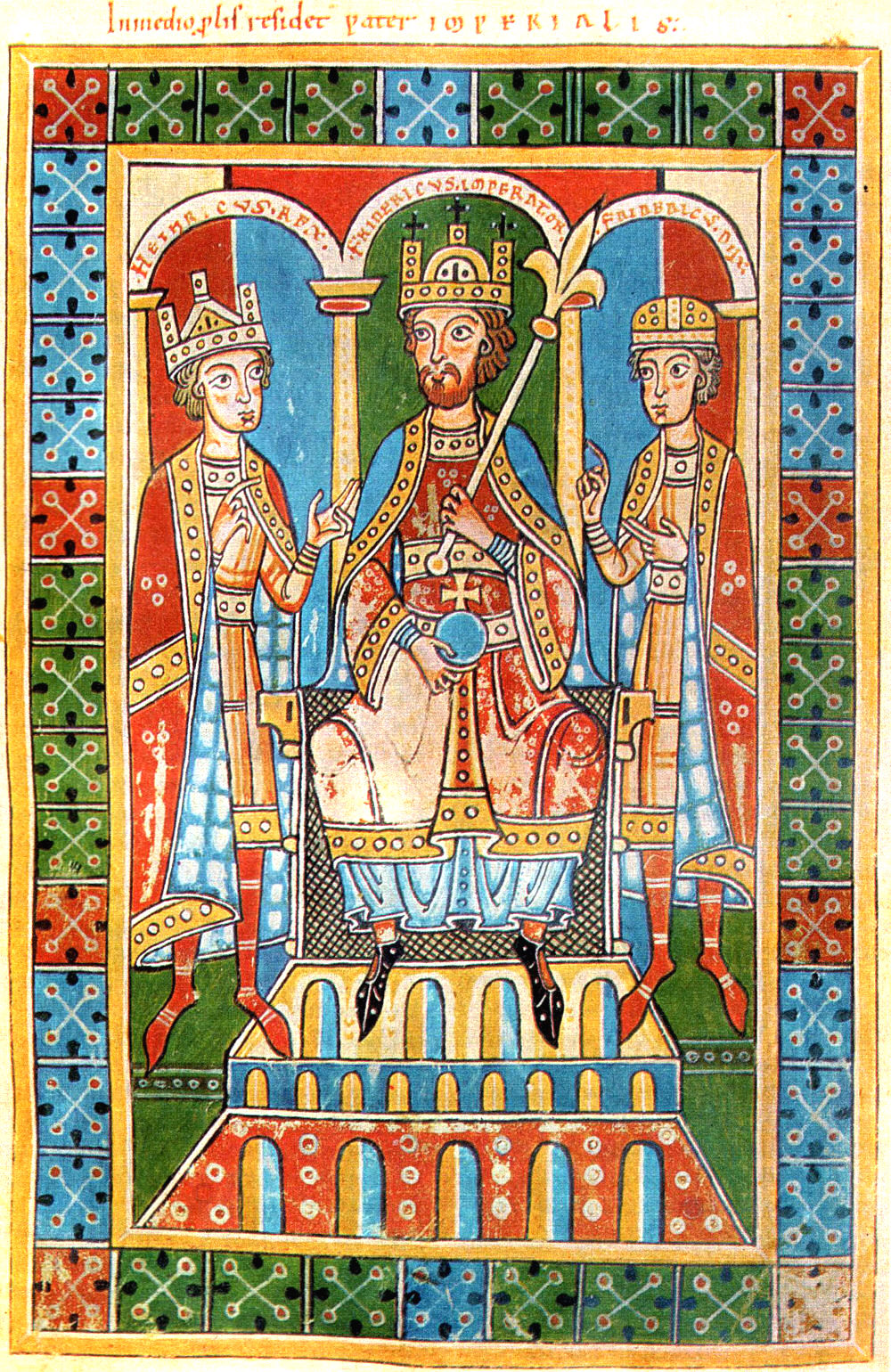
Friedrich Barbarossa und seine Söhne (Miniatur aus der Welfenchronik)

Mit dem Barbarossa-Privileg vom 19. September 1188 förderte der römisch-deutsche Kaiser Friedrich I. gezielt die wirtschaftliche Entwicklung der Stadt Lübeck zu einem nordeuropäischen Handelszentrum.
Das an der südlichen Ostseeküste gelegene Lübeck war, nach einem verheerenden Großbrand im Jahr zuvor, 1158 von Friedrichs Vetter Heinrich dem Löwen neu gegründet worden. Nach Heinrichs Entmachtung 1180 kam Lübeck zunächst in kaiserlichen Besitz. Um die stürmische Entwicklung der Stadt abzusichern, stattete Friedrich sie mit Ländereien und Nutzungsrechten in ihrem Umland aus.
Besonders wichtig waren die Hoheitsrechte auf dem Flüsschen Stecknitz bis nach Mölln. Mit dem Bau des Stecknitz-Kanals und der Verpfändung der Stadt Mölln wurde diese Rechtsposition im Laufe der Jahrhunderte zu einer Schlüsselposition für die Handelsmacht Lübecks ausgebaut.
Die damals vom Kaiser festgelegten Land- und Seegrenzen sowie beispielsweise die Fischereirechte an Trave, Dassower See und in der Lübecker Bucht waren über Jahrhunderte streitig. In einer gerichtlichen Auseinandersetzung zwischen Mecklenburg-Schwerin sowie Mecklenburg-Strelitz einerseits und Lübeck andererseits vor dem Reichsgericht im Jahr 1890 wurden die Privilegienurkunden noch herangezogen; im 1928 entschiedenen Streit um Hoheitsrechte in der Lübecker Bucht (dem Lübecker-Bucht-Fall) hingegen stellte der Staatsgerichtshof für das Deutsche Reich fest, dass die Privilegien keinen Rechtsgrund mehr darstellten.
Zahlreiche Kirchspiele im Klützer Winkel finden in der Urkunde im Zusammenhang mit Lübeck eingeräumten Holzeinschlagrechten im Klützer Wald ihre erste urkundliche Erwähnung. Weiter sicherte das Barbarossa-Privileg Grünlandnutzungen im Umfeld der Stadt. Die von diesen Nutzungsrechten betroffenen, Graf Adolf III. von Schauenburg und Holstein und Graf Heinrich von Ratzeburg, waren von den Lübecker Bürgern für die Einräumung dieser Nutzungsrechte zu entschädigen.
Das Original des Barbarossa-Privilegs ist nicht mehr erhalten. Seit 1914 weiß man aufgrund von Schriftvergleichen, dass die im Archiv der Hansestadt Lübeck verwahrte Ausfertigung eine Fälschung sein muss, die von dem Lübecker Domherrn Marold um 1225/26 gefertigt wurde. Die Fälschung wurde dem Enkel Barbarossas, Kaiser Friedrich II., im Mai 1226 in Italien zur Bestätigung vorgelegt, um die Lübecker Position im Prozess der Loslösung von der Oberherrschaft König Waldemars II. von Dänemark und gegen die Holsteiner Grafen von Schauenburg zu stärken. Kaiser Friedrich II. bestätigte im Mai 1226 die Privilegien seines Großvaters und erteilte den Lübecker Ratssendboten im Juni 1226 in Fidenza auch den Lübecker Reichsfreiheitsbrief, mit dem Lübeck reichsunmittelbar wurde. Diese Papierlage wurde dann im Folgejahr durch die Schlacht bei Bornhöved in die Wirklichkeit umgesetzt.

## Einzelbelege
1. ↑  Urkundenbuch der Stadt Lübeck (UBStL) I, Nr. 7 = Mecklenburgisches Urkundenbuch I, 143
2. ↑  UBStL I, 34.